# Leo Ferradás
Leonel Gastón Peluso (Buenos Aires, 13 de julio de 1976) es un guitarrista, autor, compositor y cantante de rock argentino. Con influencias en el rock, el tango y el pop, forma parte del grupo Leo Ferradás y los Huesos junto a Carlos Camillucci y Homero Rivas, dos integrantes fundadores de la banda.

## Biografía

### Infancia
Leo Ferradás nació el 13 de julio de 1976 en el barrio de Barracas, Ciudad de Buenos Aires. Su educación musical comienza en Barracas, donde su abuelo Armando –quien, como músico profesional de los números vivos del cine, dominaba el repertorio popular de Gardel, Edmundo Rivero y el Polaco Goyeneche- lo introduce en la guitarra y en el tango. Del lado materno llegarían los estímulos más roqueros como Los Beatles o Pedro y Pablo, entre otros. 
A lo largo de su adolescencia forma una banda de rock que recibe notorias influencias por clásicos de la música argentina como Charly García, Fito Páez, Andrés Calamaro y Luis Alberto Spinetta. En ese período formaría Teléfono Público, Rasmia y después Los Gallos, bandas con las que se reafirmó como autor y compositor.  

### Carrera
Así como Robert Zimmerman refugia su identidad en Bob Dylan, Leonel Gastón Peluso hace habitar su imaginario, su historia y su música en Leo Ferradás. El nombre proviene de un personaje creado por el escritor argentino Juan Forn en su novela Frivolidad (1995), y funciona como límite, como promesa, como ficción que promueve la separación entre el hombre y el artista. 
En el año 1996 conoce al guitarrista Silvio Furmanski –David Lebón, Andrés Calamaro, Miguel Mateos, Vicentico y Coti Sorokin-, que termina de conformar la identidad de Leo Ferradás como compositor luego de recibir material de Tom Petty and The Heartbreakers y de Elvis Costello and The Attractions. El mismo Furmanski colaborará en la producción de lo que sería el debut del álbum Leo Ferradás y Los Huesos. 
Entre 1997 y 1998 graban el disco en el estudio de César Silva, El Hornero (Caseros), con la presencia de músicos consagrados como Juanjo Domínguez, Gabriel Carámbula, Gringui Herrera, Mario Parmisano, Gardi Pais, Ricky González. El disco fue masterizado por Mario Breuer. 
En 2001 se inscribe en el concurso Aguante Buenos Aires, organizado por el Gobierno de la Ciudad de Buenos Aires con Rodolfo García –Almendra y Aquelarre- al frente del proyecto. Obtiene el segundo puesto y toca ante 70 mil personas el día de la primavera junto a Pappo. 
El Pie Records, sello discográfico del músico Alejandro Lerner, le ofrece editar su primer disco ya grabado, Leo Ferradás y Los Huesos. El disco sale a comienzos del 2002 y es presentado junto a Moris en la Sala Enrique Muiño del Centro Cultural San Martín. Realiza su primer videoclip dirigido por Santiago Pueyrredón –León Gieco, Bandidos rurales-. 
En el año 2007 obtiene el segundo puesto en el género rock en el concurso “Por una Argentina que cante”, organizado por SADAIC, gracias al tema “Distintas tintas”. El jurado estuvo integrado por Willy Quiroga, Marcelo Scornik y Emilio Del Guercio. 
Durante la preproducción del disco independiente Agarrar Arte (2009), Moris cantó junto a Leo Ferradás una versión del tema Casi Nada. Un año después, Leo interpretó el tema Princesa Rubia Sudamericana para un disco homenaje a Moris sin fecha de lanzamiento.
En el año 2012 toca como bajista y corista de la banda de Alejo Stivel (ex Tequila, productor de 19 días y 500 noches), en Argentina, junto a Tito Losavio, Marcelo Novatti y Silvio Furmanski. Para el 2013 edita “La Vida Ordinaria”  donde se reinventa a sí mismo con una experimentación sonora del pop, en una  zona de contacto entre la tradición y la vanguardia. 
"La Vida Ordinaria" contó con la participación de Antonio Birabent, que cantó y actuó en el tema y videoclip Un Buen Plan, y de Alejo Stivel -fundador de la banda más exitosa de España, Tequila, y productor de Joaquín Sabina-, que puso su voz en Nena. Los dos músicos se suman a la lista de invitados que figuran en los discos anteriores de Ferradás, artistas de la talla de Jauanjo Domínguez, Gabriel Carámbula, Gringui Herrera, Gardi Pais, Mario Parmisano y Silvio Furmanski, entre otros.

Dicho trabajo, ha recibido críticas positivas en los principales medios especializados: 
“En su tercer álbum, Leo Ferradás muestra una maduración de su estilo compositivo, un pop rock muy trabajado tanto en las melodías como en las letras, pinturas urbanas que incluyen lo intimista y el retrato social”, Claudio Kleiman para la revista Rolling Stone .
Nora Lezano realizó las fotos del EP "Velas, globos y caramelos..." que luego se expusieron en el marco del Festival Ciudad Emergente , con motivo de la muestra "Fan: 25 años del rock argentino en 401 fotos" expuesta en el Centro Cultural Recoleta.

### Actualidad
En 2017, con motivo de los quince años del debut de Leo Ferradás y los Huesos, el músico reeditó su primer álbum de nombre homónimo, material que lo llevó al reconocimiento de la prensa especializada por su línea clásica de rock, melodías y una inagotable poética urbana.
En diciembre de 2018, se editó "Formato Humano", cuarto LP de Leo Ferradás & Los Huesos, en el cual participan invitados especiales como Litto Nebbia, Manuel Moretti (Estelares) y Fena Della Maggiora. 

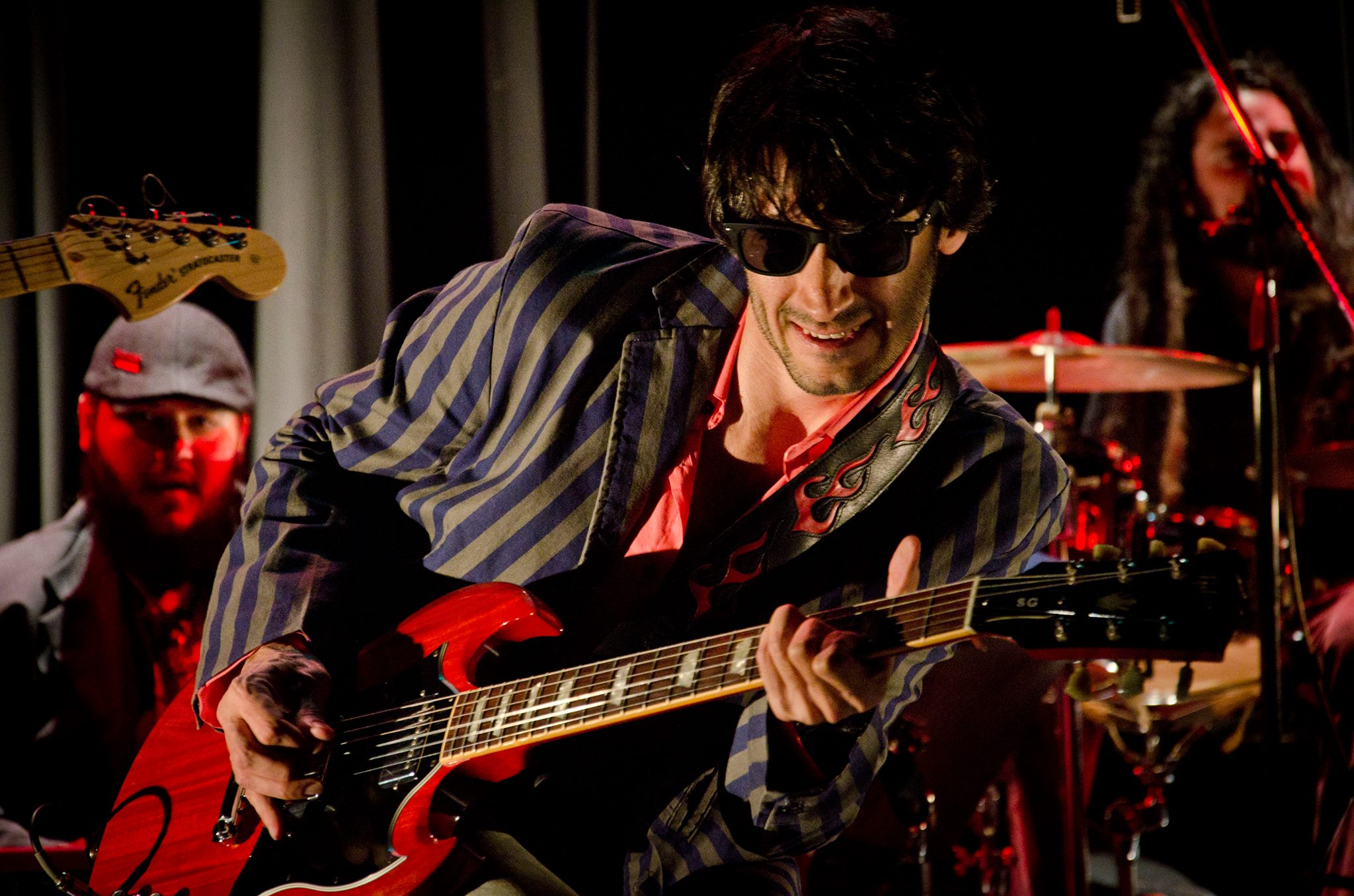
Leo Ferradás tocando en el Teatro del Viejo Mercado

## Discografía
- Leo Ferradás y los huesos (2002), LP
- Velas, globos y caramelos… (2004), EP
- Agarrar Arte (2009), LP
- La Vida Ordinaria (2013), LP
- Formato Humano (2018), LP

### Colaboraciones
- Princesa Rubia Sudamericana (tributo a Moris, 2010)